# Esposende, Marinhas e Gandra
Esposende, Marinhas e Gandra est une paroisse civile portugaise (en portugais : freguesia) de la municipalité d'Esposende dans le district de Braga. Elle est créée en 2013, par fusion des paroisses d'Esposende, Marinhas et Gandra.

## Géographie
Esposende, Marinhas e Gandra se trouve à l'embouchure du Cávado, sur la côte Atlantique.
Le parc naturel du Littoral Nord (en portugais : Parque Natural do Litoral Norte) se trouve en partie sur le territoire de la paroisse. Il s'étend sur 16 km, de l'estuaire du Neiva à Apúlia e Fão, et comprend les dunes les mieux préservées du Portugal ainsi que des récifs et des estuaires aux habitats à protéger.

## Histoire
La paroisse est créée par la loi no 11-A/2013 du 28 janvier 2013 portant réorganisation administrative du territoire des freguesias, en fusionnant les paroisses d'Esposende, Marinhas et Gandra. Son nom officiel est União das Freguesias de Esposende, Marinhas e Gandra et son siège est fixé à Esposende.

## Démographie
Lors du recensement de 2021, Esposende, Marinhas e Gandra compte 12 262 habitants. C'est ainsi la paroisse la plus peuplée de la municipalité d'Esposende, qui totalise 35 132 habitants.

## Patrimoine
- Phare d'Esposende